# Clavioline

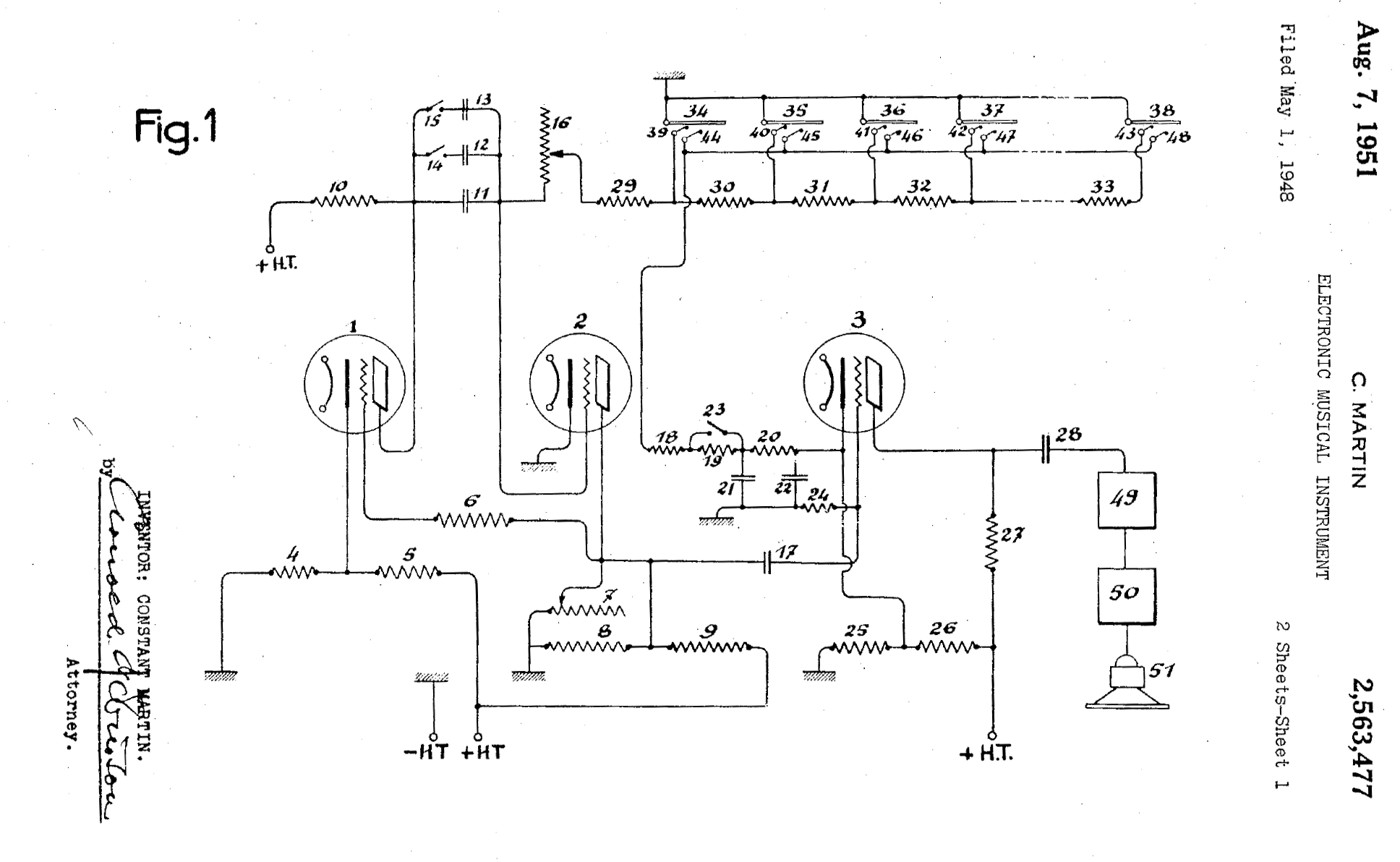

Il clavioline è un sintetizzatore analogico monofonico

## Descrizione
Lo strumento è costituito da una tastiera e da un'unità separata composta da un amplificatore e un altoparlante. La tastiera solitamente copre tre ottave e ha una serie di interruttori per alterare il tono del suono prodotto, aggiungere del vibrato (una caratteristica distintiva dello strumento), e altri effetti. Il clavioline utilizza un oscillatore con valvola termoionica per produrre la forma d'onda di base a dente di sega, che può essere poi alterata utilizzando dei filtri passa alto e passa basso, del vibrato e infine i generatori di inviluppo. L'amplificatore contribuisce a generare i caratteristici toni dello strumento, permettendo al suo utilizzatore di distorcere i suoni in molti modi diversi.

## Storia
Il clavioline fu inventato a Versailles dall'ingegnere francese Constant Martin nel 1947.
Diversi modelli di clavioline furono prodotti da diverse aziende. Tra i più importanti c'erano i modelli Standard, Reverb e Concert della Selmer (Francia) e quelli della Gibson (Stati Uniti d'America), fabbricati negli anni cinquanta. Il modello a sei ottave che utilizza la trasposizione delle ottave venne sviluppato da Harald Bode, e autorizzato dalla Jörgensen Electronic (Germania). Il primo prodotto di successo della Jennings Organ Company (Regno Unito) fu l'Univox, una delle prime tastiere elettroniche autoalimentate ispirate al clavioline Selmer. Il primo prototipo di Ace Tone (Giappone), il Canary S-2 (1962), era basato sul clavioline.
Il clavioline venne adottato in molte registrazioni nel contesto della popular music e delle colonne sonore tra gli anni cinquanta e sessanta. Venne soppiantato dal successo del Moog.